# Пошли в тюрьму

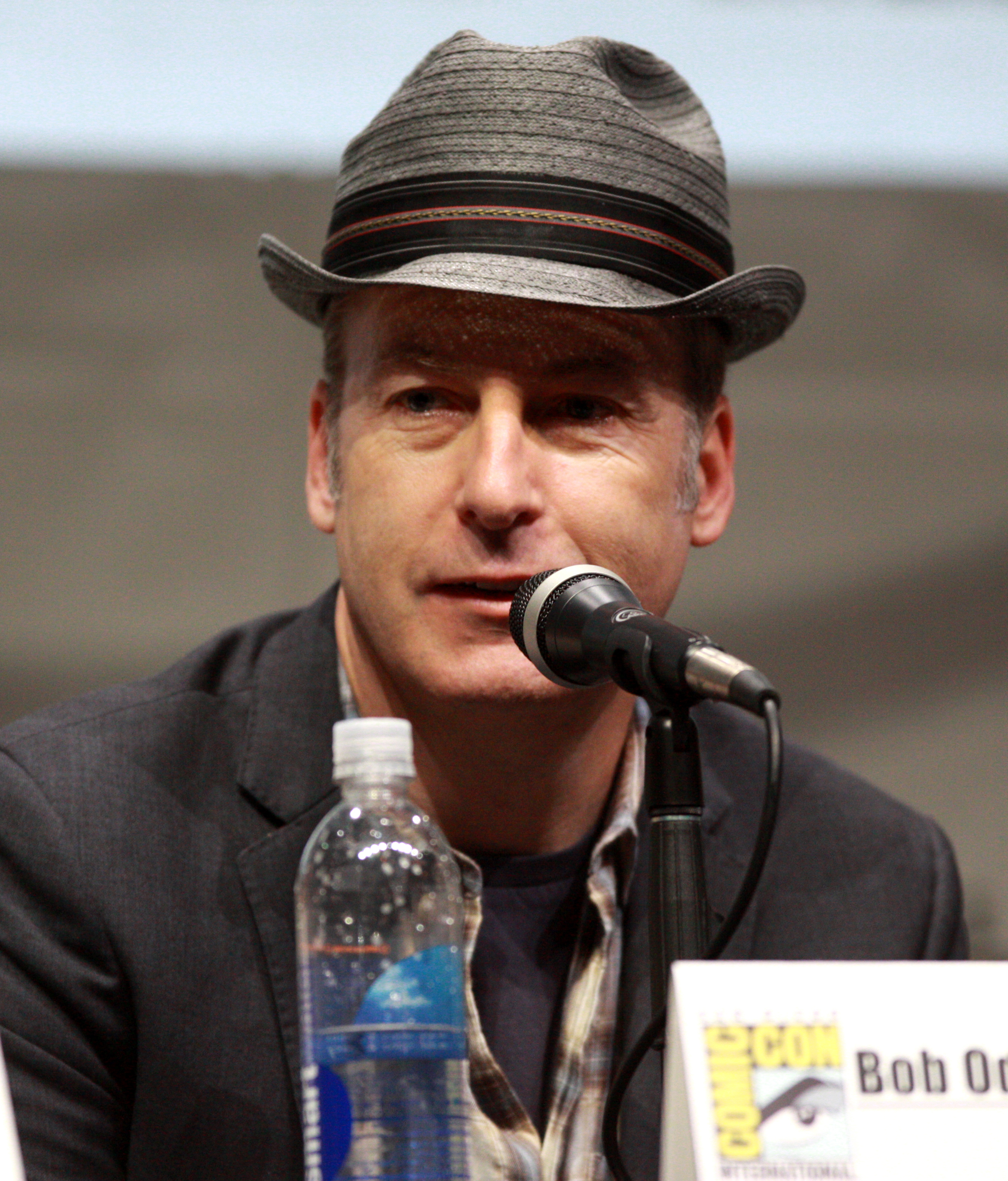
Боб Оденкерк

«Пошли в тюрьму» (англ. Let's Go to Prison) — художественный фильм США режиссёра Боба Оденкерка, чёрная комедия. Выпущен 17 ноября 2006 года. Фильм носил рабочее название You Are Going to Prison, в русском прокате также имел названия «Хочу в тюрьму» и «Айда в тюрьму!». Рейтинг MPAA: R.
Фильм снимался в Чикаго (улица Коллинз и тюрьма Joliet).
В прокате США фильм собрал 17 миллионов долларов США.

## Сюжет
Фильм рассказывает о Джоне Лишицки (англ. John Lyshitski, играет Дэкс Шепард), который провёл бо́льшую часть своей жизни в тюрьме, отсиживая последовательно 3 приговора (первый в возрасте 8 лет, когда он угнал машину издательства с благотворительного представления, надеясь, что в нём лежит куча денег). В каждом из трёх дел, суд вёл судья Нельсон Бидерман, который не колеблясь накладывал самый жестокий приговор. Освободясь после третьего срока, Джон решает отомстить Бидерману, однако тот, к разочарованию Джона, неожиданно умирает без всякой помощи.
Тогда в поле его внимания оказывается Нельсон Бидерман-младший, сын Нельсона Бидермана-старшего. На поминках Нельсона-старшего, Джон проникает в БМВ Нельсона-младшего, где он крадёт мелочь, плюёт в кофе и истощает противоастматический ингалятор. Нельсон неожиданно обнаруживает отсутствие лекарства во время езды на автомобиле, начинает паниковать и задыхаться. Он останавливается у азиатской аптеки, врывается в неё, начинает крушить полки в надежде найти замену. Хозяева аптеки думают, что это очередной наркоман в поисках дозы, а когда Нельсон насытившись прячется под прилавок и высовывает ингалятор, они принимают его за мини-пистолет. Положение усугубляет Джон, наблюдающий за этим из машины снаружи, — он стреляет из своего пистолета.
В итоге Нельсона арестовывают, и он просит фонд Бидерманов вызволить его. Несмотря на его требования, председатели фонда не используют связи, но подсовывают слабых адвокатов, видимо воспользовавшись случаем избавиться от надменного молодого выскочки. Нельсона приговаривают к 3-5 годам тюрьмы. Однако Джон не удовлетворён тем, что Нельсон просто пойдёт в тюрьму, и решает присоединиться к нему. Он продаёт марихуану при полицейских и во время короткого судебного процесса просит ту же судью признать его виновным на такой же срок и отправить в ту же тюрьму. Подкупив нескольких охранников, он в итоге попадает в одну камеру с Нельсоном и начинает строить из себя его покровителя, давая советы по выживанию в тюрьме.
Наивный Нельсон в первый же день стучит на Линарда, главу «белого братства» (нацистской группировки в тюрьме), в результате чего того на месяц сажают в одиночный карцер. Также исподтишка Джон продаёт «своего петуха» Нельсона толстяку-негру Барри (Чи Макбрайд), который угрожая оторвать яйца и засунуть их в коробку из-под обуви, склоняет Нельсона к гомосексуализму. При этом Барри представляется романтической особой, любящей долгие ухаживания и медленный джаз (его любимый музыкант — Чак Манджони).
В результате счастливой случайности (Линард, вышедший из карцера, приходит в камеру убить Нельсона, но находит у него шприц, которым тот хотел покончить с собой, и думая, что это «доза», вкалывает себе и умирает) Нельсон завоёвывает репутацию самого крутого. «Белое братство» стоит за него горой, а он обучает узников миролюбивому у-шу. В результате, он становится претендентом на досрочное освобождение. Возмущённый Джон подстраивает так, чтобы этого не случилось: нагло спаивает Нельсона и пишет «Белое братство» (англ. WHITE POWER) на лбу и свастику на обеих сторонах шеи у него. Нельсон конечно не проходит комиссию по освобождению и накидывается на бывшего друга. В последовавшей сваре Джон признаётся, что он всё это время подстраивал так, чтобы отомстить получше, это усиливает вражду и в результате драки надзиратели назначают им смертельный поединок (в любом случае погибнут оба).
Однако Джон и Нельсон договариваются и во время поединка вкалывают друг другу смесь, вводящую во временную кому. Узники и тюремщики уверяются в их смерти и хоронят их. Любовник Нельсона Барри, освобождённый к тому времени за хорошее поведение, выкапывает и освобождает их очнувшихся. Нельсон и Барри становятся партнёрами по жизни. Год спустя, они открывают свою винную мастерскую, но критику не нравится их пойло. Тут появляется Джон и заставляет критика дать хороший отзыв. Последние кадры показывают Нельсона, Барри и Джона в машине, слушающими «Move This» от Technotronic.

## В ролях
| Актёр         | Роль                   |
| ------------- | ---------------------- |
| Дэкс Шепард   | Джон Лишицки           |
| Уилл Арнетт   | Нельсон Бидерман       |
| Чи Макбрайд   | Барри Джонсон          |
| Дэвид Кёчнер  | Шанахан                |
| Дилан Бейкер  | Уорден                 |
| Майкл Шеннон  | Линард                 |
| Мигель Нино   | Хесус                  |
| Джей Уитэйкер | Айспик                 |
| Эми Хилл      | судья Ева Вун          |
| Дэвид Дарлоу  | судья Нельсон Бидерман |
| Боб Оденкерк  | Дюан Розенберг         |
| Ричард Булл   | член правления № 2     |

## Художественные особенности
Весь фильм Джон Лишитски рассказывает и постоянно цитирует различную информацию о жизни в тюрьме и недостатках системы правосудия. Обычно это сопряжено с происходящими событиями, кроме начала фильма, когда наоборот видеоряд служит подтверждением некоторых фактов об американской тюрьме (например, сколько человек родилось в тюрьме, сколько человек подверглось анальному насилию,сколько тратится денег на содержание заключенных и т. д.).

## DVD
Фильм был выпущен на DVD 6 марта 2007 года, включая удалённые сцены и альтернативную концовку.

## Интересные факты
- После инцидента с ингалятором в начале фильма, Нельсон больше не вспоминает о своей астме, и даже в тюрьме (и карцере) не выказывает потребности в нём.